# Chiesa di San Giovanni Evangelista (Albiate)
La chiesa di San Giovanni Evangelista è la parrocchiale di Albiate, in provincia di Monza e Brianza ed arcidiocesi di Milano; fa parte del decanato di Carate Brianza.

## Storia
La prima citazione d'una cappella ad Albiate risale alla fine del XIII secolo ed è contenuta nel Liber Notitiae Sanctorum Mediolani, in cui si legge che era filiale della pieve dei Santi Pietro e Paolo di Agliate; una siffatta situazione si riscontra pure nella Notitia cleri del 1398.
Nel 1566 la chiesetta albiatese risultava versare in pessime condizioni, come confermato anche nel 1570; sul finire del Cinquecento venne realizzata un'ulteriore navata.
Nel 1748 l'edificio crollò, mentre la sagrestia e il campanile rimasero in piedi; nel 1759 l'arcivescovo Giuseppe Pozzobonelli trovò che la parrocchiale, in cui avevano sede i sodalizi del Santissimo Rosario e del Santissimo Sacramento, aveva come filiale l'oratorio della Immacolata Concezione della Beata Maria Vergine e che i fedeli ammontavano a 664, saliti a 769 nel 1779.
La prima pietra della nuova parrocchiale venne posta nel 1780; la struttura fu portata a compimento nel 1784.
Nel 1838, come decretato dall'arcivescovo Carlo Gaetano Gaisruck, la parrocchia albiatese entrò a far parte del vicariato di Carate Brianza e nel 1858 la cuspide del campanile fu demolita.
Dalla relazione della visita pastorale del 1901 dell'arcivescovo Andrea Carlo Ferrari s'apprende che il reddito era di 2084,92 lire, che nella parrocchiale, che aveva come filiali gli oratori di San Fermo Martire, della Beata Vergine Immacolata e San Valerio Martire, della Beata Vergine Immacolata, aveva sede la confraternita del Santissimo Sacramento e che i fedeli erano complessivamente 2800; nel 1903 la chiesa venne ampliata e consacrata il 14 novembre di quel medesimo anno, mentre poi nel 1906 fu realizzata la nuova copertura del campanile.
Nel 2016 venne rifatto il tetto e furono ridipinte le facciate della chiesa.

## Descrizione

### Esterno
La facciata della chiesa, rivolta a nord-ovest, è suddivisa da una cornice marcapiano in due registri; quello inferiore, tripartito da quattro lesene corinzie, presenta nel mezzo l'ampio portale d'ingresso timpanato; quello superiore, scandito da quattro lesene doriche, è caratterizzato dal grande rosone centrale ed è coronato da un frontone triangolare, contenente un altorilievo in cotto raffigurante la Crocefissione.
Annesso all'edificio è il campanile in conci di pietra, risalente all'XI secolo; la torre, scandita in quattro specchiature contenenti monofore a tutto sesto, è caratterizzata dalla presenza di quattro grandi orologi posti sotto la cella campanaria, che, ricostruita nel 1858, si affaccia sulle quattro fronti attraverso ampie aperture a tutto sesto; in sommità la struttura è coronata da una merlatura guelfa che corre lungo il perimetro.

### Interno
L'interno dell'edificio si compone di un'unica navata e di un transetto coperti da una cupola decorata con affreschi opera di Raffaele Casnedi; le pareti sono abbellite da finti marmi e stucchi, mentre in sommità si aprono alcuni oculi. Al termine dell'aula si sviluppa il presbiterio, concluso dall'abside di forma semicircolare.